# Afrothismia insignis
Afrothismia insignis là một loài thực vật có hoa trong họ Burmanniaceae. Loài này được Cowley mô tả khoa học đầu tiên năm 1988.